# Fort Bay

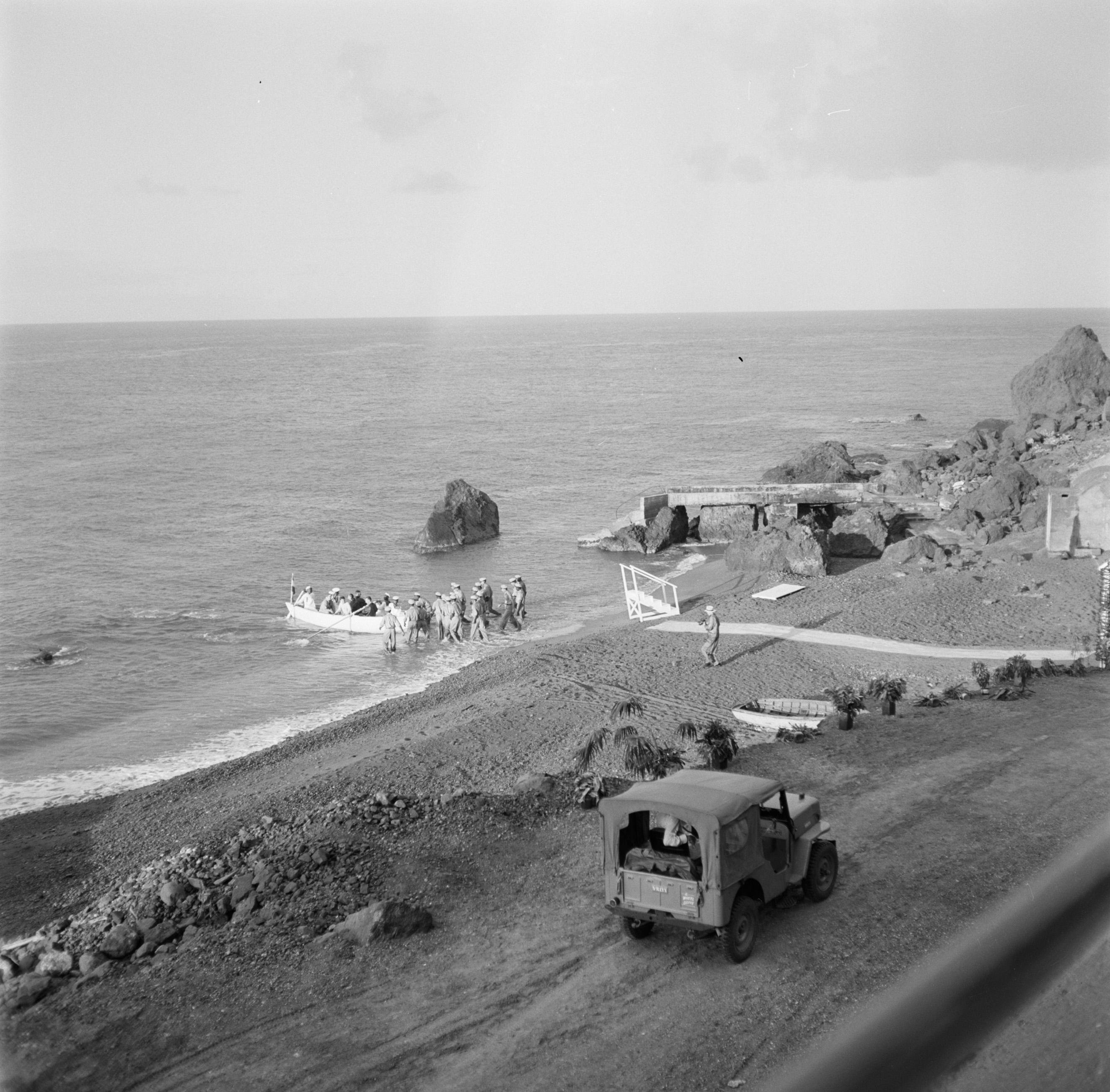
Fort Bay in 1955

Fort Bay (officieel: Fort Bay Harbor) is de enige haven op Saba, in Caribisch Nederland. De haven, die zich in het zuiden van het eiland bevindt, is belangrijk omdat de meeste goederen hier per boot het eiland bereiken. Fort Bay doet tegelijkertijd dienst als handels-, jacht- en vissershaven. Het is een kleine haven, met slechts twee aanlegsteigers.

## Geschiedenis
Tijdens de eerste eeuwen van de bewoning op Saba was de enige weg waarlangs mensen en goederen het eiland konden bereiken, de gevaarlijke Ladder Bay. De schepen gingen daar voor anker, waarna de passagiers 800 meter omhoog moesten klimmen via The Ladder, een steile stenen trap.
Intussen was Fort Bay niet meer dan een baai waar op kleine schaal aan visserij en scheepsbouw werd gedaan. Hier kwam verandering in toen de lokale overheid in 1934 een primitieve aanlegsteiger met de hand liet bouwen. De echte doorbraak kwam er echter toen eilander Josephus Hassell tussen 1938 en 1943 The Road, een weg, aanlegde van Fort Bay naar The Bottom. In 1947 ontscheepte het eerste voertuig van het eiland, een Jeep, in Fort Bay.
Pas in 1970 gaf de Nederlandse overheid de toestemming om een volwaardige pier aan te leggen, opgebouwd uit caissons en bekleed met ruwe stenen. De pier werd in gebruik genomen in 1972, waarmee de geschiedenis van Fort Bay als een volwaardige haven begon. Een tweede pier, voornamelijk bestemd voor de visserij, werd in 1990 opgeleverd. Ook deze pier bestond uit caissons, ditmaal deels met acropods en deels met stenen bekleed.
In de loop van zijn bestaan is Fort Bay regelmatig beschadigd of zelfs deels verwoest door hevige orkanen. Hierdoor moesten de twee pieren op verschillende tijdstippen (onder meer in 1995 en 1999) gerepareerd en gedeeltelijk heropgebouwd worden. Een van de meest verwoestende stormen van de afgelopen jaren was orkaan Lenny, in 1999. Grote schade werd ook aangericht, onder meer door orkaan Omar in 2008 en orkaan Maria in 2017.

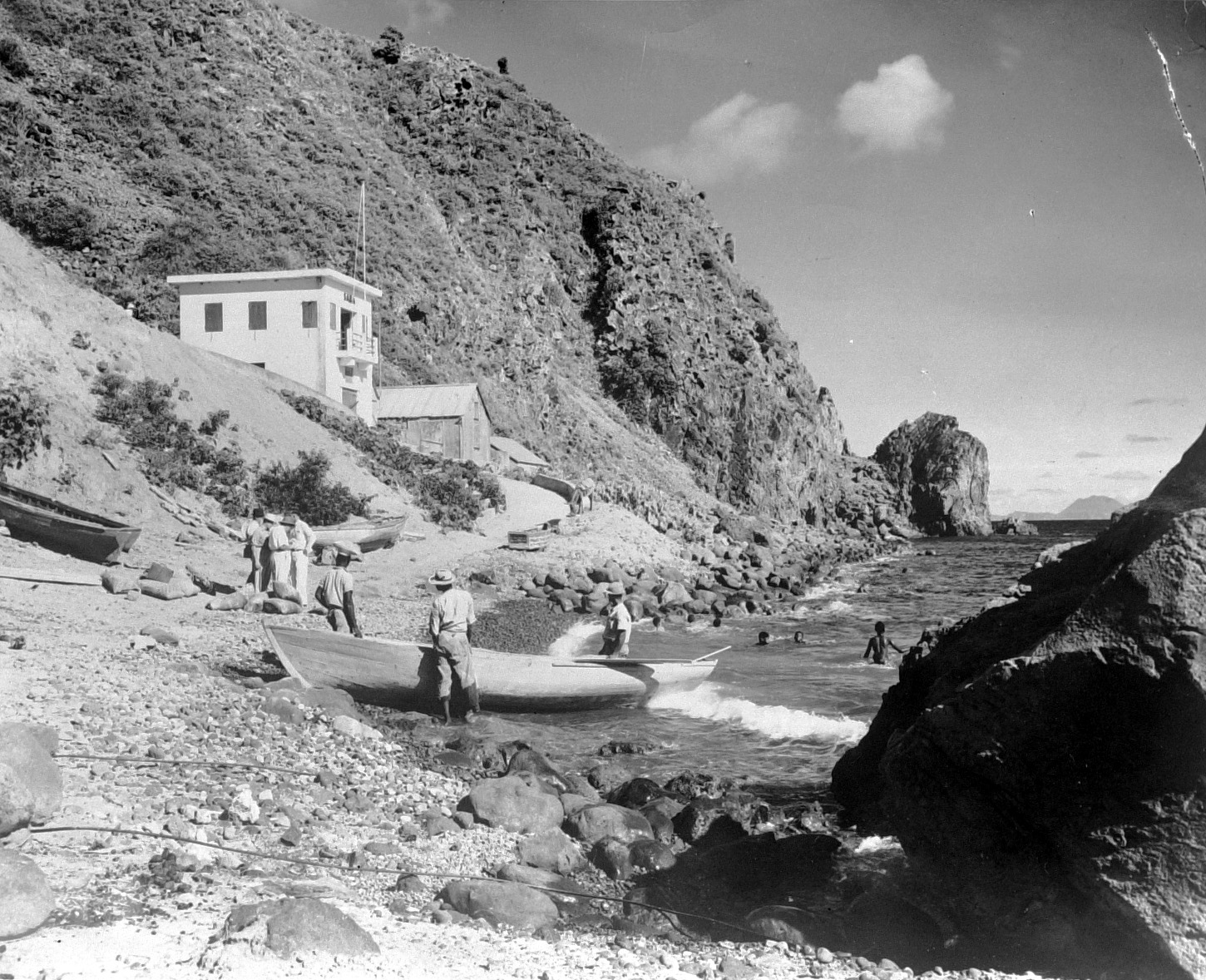
Fort Bay in 1947
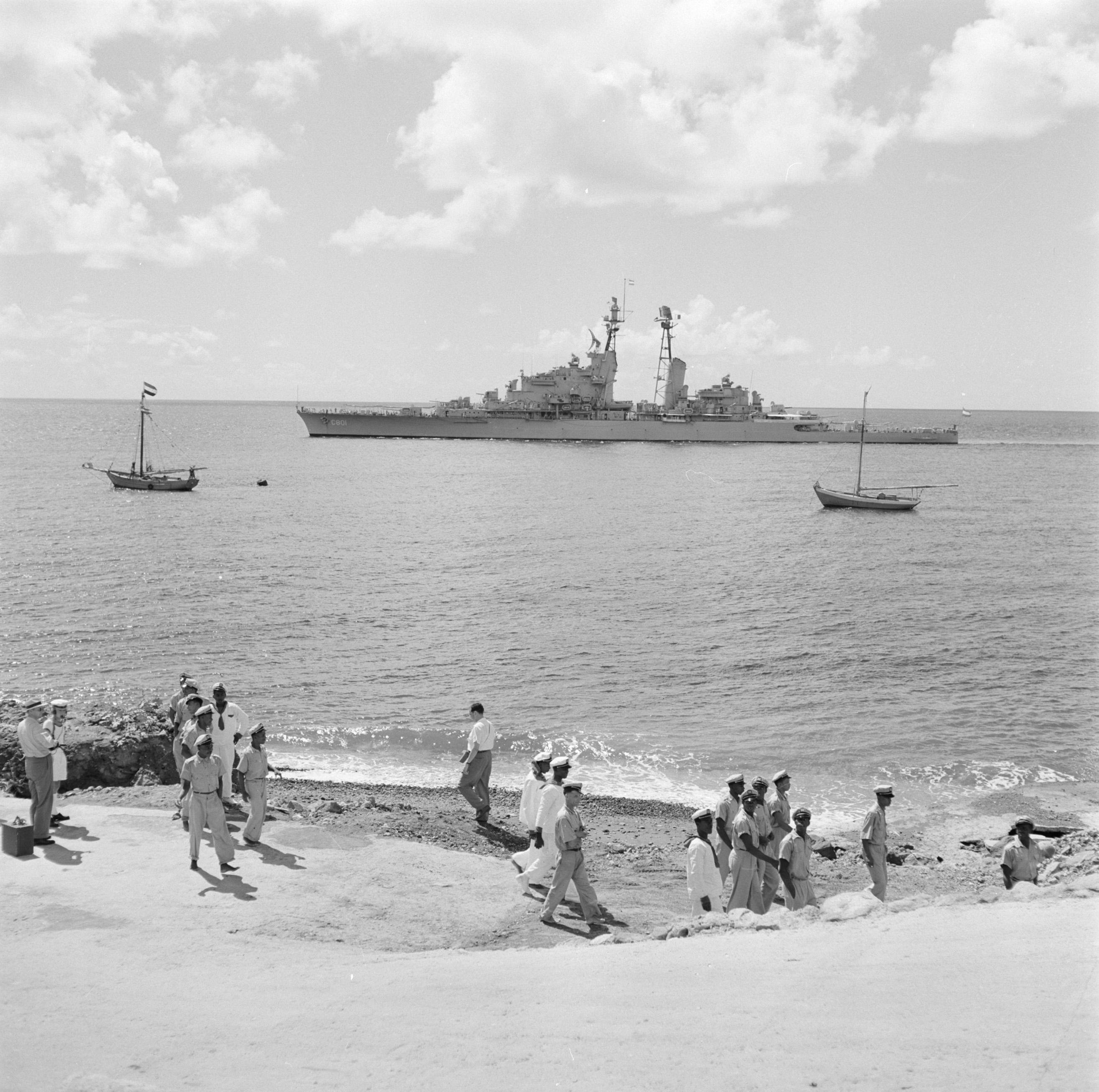
Fort Bay in 1955
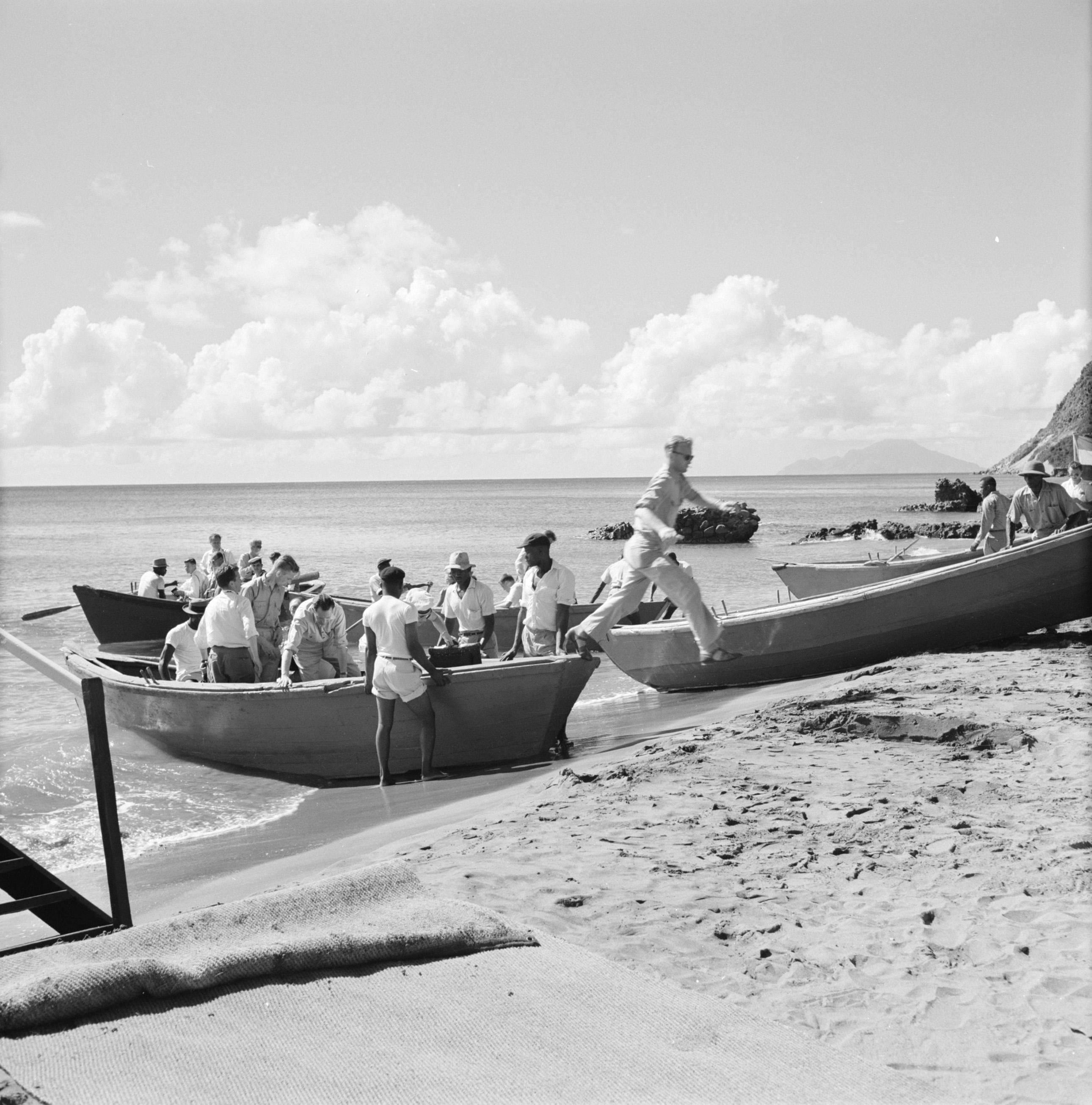
Fort Bay in 1955
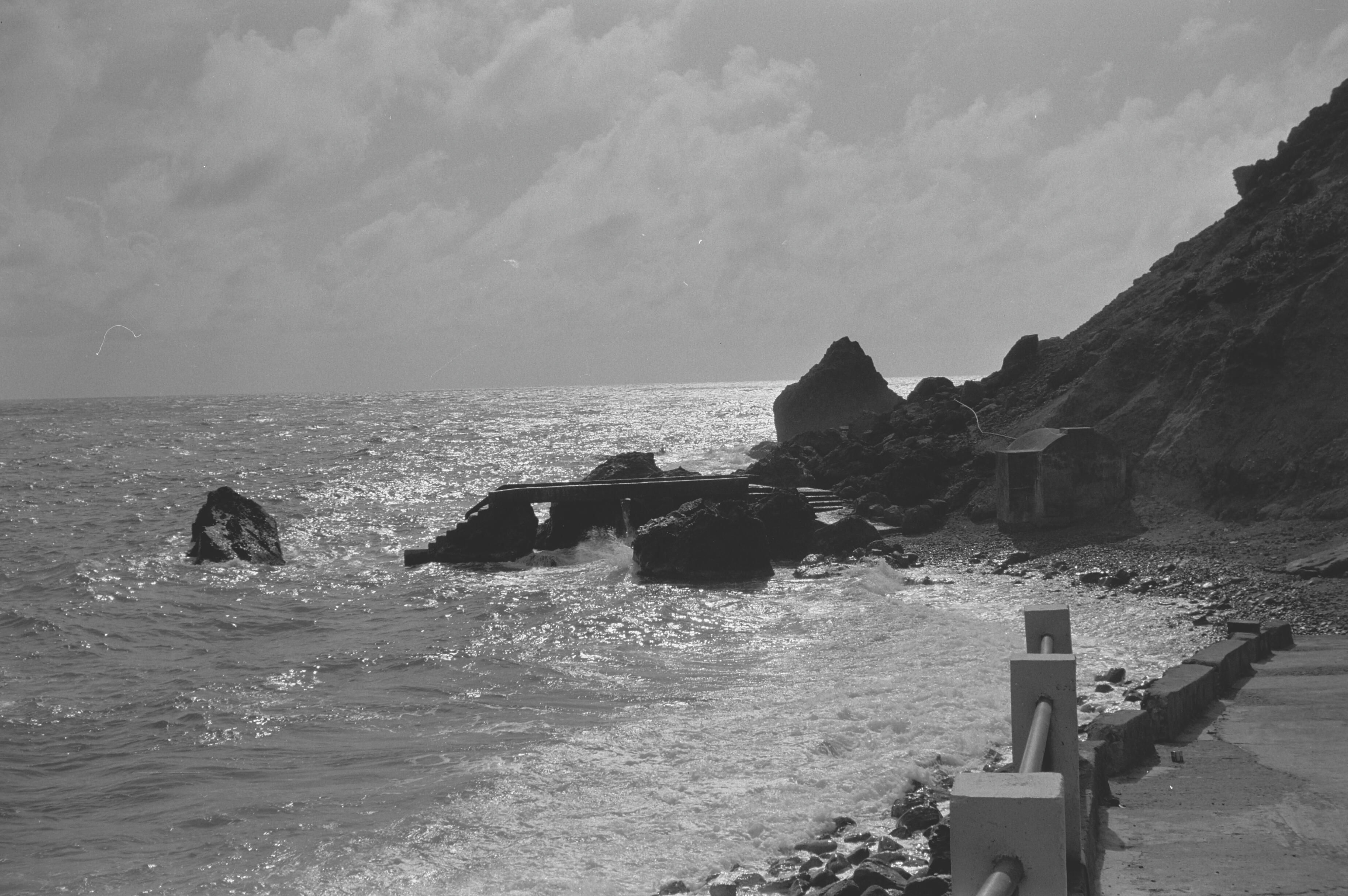
Fort Bay in 1966

## Voorzieningen
De grote aanlegsteiger is voorbehouden voor vrachtschepen en duikersboten en de tweede, kleinere aanlegsteiger wordt voornamelijk gebruikt door plaatselijke vissers. Aangezien de haven te klein is voor cruiseschepen, moeten deze vaartuigen voor anker gaan buiten de haven en hun passagiers van daar naar de haven vervoeren.
De haven heeft ook twee bars en een restaurant, die regelmatig bezocht worden door Sabanen en toeristen. Bovendien bevindt het enige tankstation van het eiland, uitgebaat door Royal Dutch Shell, zich hier.

## Vaarlijnen
Het vrachtschip Mutty's Pride levert elke woensdag goederen uit het nabijgelegen eiland Sint Maarten. Verder verbinden de veerboten Dawn II en The Edge de haven elk driemaal per week met Philipsburg, eveneens op Sint Maarten.